# Rubidi carbonat
Rubidi carbonat có công thức hóa học là Rb2CO3, là một muối carbonat của rubidi. Nó khá ổn định và có thể dễ dàng hòa tan trong nước.

## Điều chế
Muối này có thể được điều chế bằng cách cho amoni carbonat tác dụng với rubidi hydroxide:
(NH4)2CO3 + 2RbOH → 2NH3 + 2H2O + Rb2CO3

## Sử dụng
Nó được sử dụng trong sản xuất thủy tinh. Nó cũng được sử dụng làm chất xúc tác để điều chế alcohol mạch ngắn.